# Neisse University

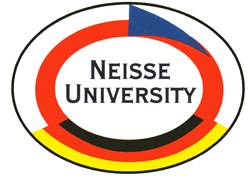
Logo des Hochschulnetzwerks

Die Neisse University war ein Hochschulnetzwerk der Hochschule Zittau/Görlitz in Deutschland, der Technischen Universität Liberec in Tschechien und der Technischen Universität Breslau in Polen. Die beteiligten Hochschulen boten gemeinsam Studiengänge an.

## Geschichte
Das Hochschulnetzwerk wurde 2001, drei Jahre vor der EU-Erweiterung 2004, gegründet und galt damals als Pilot-Projekt. Im selben Jahr wurden zum ersten Mal Studenten aus Polen, Deutschland und Tschechien für den Bachelor-Studiengang „Information and Communication Management“ immatrikuliert. Erster Präsident war Peter Schmidt. 2004 erfolgte die Akkreditierung durch ACQUIN. Im gleichen Jahr wurde Klaus ten Hagen zum neuen Präsidenten gewählt, der 2007 von Jaroslav Vild abgelöst wurde. 2006 war der Regelbetrieb aufgenommen worden.
Die Technische Universität Breslau musste im Jahr 2019 die Zusammenarbeit mit der Hochschule Zittau/Görlitz und der TU Liberec aufkündigen. Der Rektor der TU Breslau informierte die Partnereinrichtungen im Dezember 2019 darüber, dass sich aufgrund neuer Vorschriften im polnischen Hochschulgesetz die WrTU nicht mehr in der Lage sieht, die Beteiligung am internationalen Netzwerk Neisse University fortzusetzen. Für das Semester 2019/2020 wurden keine neue Studenten immatrikuliert.

## Studiengänge
- Wirtschaft und Informatik
  - B.Sc. Information and Communication Management (Informations- und Kommunikationsmanagement)

Die Vorlesungen fanden ausschließlich in englischer Sprache statt. Der Studienort wechselte im Jahresrhythmus von Liberec (1. Studienjahr) über Jelenia Gora (2. Studienjahr) nach Zittau/Görlitz (3. Studienjahr). 